# Sargus testaceum
Sargus testaceum är en tvåvingeart som först beskrevs av Grunberg 1915.  Sargus testaceum ingår i släktet Sargus och familjen vapenflugor. Inga underarter finns listade i Catalogue of Life.